# Législature 2007-2010 du Parlement du Canton du Jura
La législature 2007-2010 du Parlement du Canton du Jura commence en 2007, se termine en 2010 et a été composé à la suite des élections de 2006.

## Résultat des élections de 2006

| Nombre de sièges         | 60               |
| Dernière élection        | 12 novembre 2006 |
| Législature              | 2007–2010        |
| Corps électoral          | 53 562           |
| Suffrages exprimés       | 27 797           |
| Participation électorale | 51,90 %          |

| Parti                              | Pourcentage | Sièges |
| ---------------------------------- | ----------- | ------ |
| Parti démocrate-chrétien (PDC)     | 30,90 %     | 19     |
| Parti socialiste suisse (PS)       | 21,22 %     | 13     |
| Parti radical-démocratique (PRD)   | 19,40 %     | 11     |
| Parti chrétien-social (PCS)        | 15,15 %     | 9      |
| Union démocratique du centre (UDC) | 1,63 %      | 3      |
| Parti suisse du Travail (PdT)      | 5,83 %      | 3      |
| Les Verts (V)                      | 5,09 %      | 2      |
| Autres partis                      | 0,77 %      | –      |